# Smolnice
Smolnice (en allemand : Smolnitz) est une commune du district de Louny, dans la région d'Ústí nad Labem, en République tchèque. Sa population s'élevait à 426 habitants en 2021.

## Géographie
Smolnice se trouve à 6 km au sud-est du centre de Louny, à 42 km au sud-ouest d'Ústí nad Labem et à 50 km au nord-ouest de Prague.
La commune est limitée par Louny au nord-ouest, par Chlumčany au nord, par Toužetín à l'est, par Hříškov au sud, par Nová Ves et Brodec à l'ouest.

## Histoire
La première mention écrite de la localité date de 1337.

## Patrimoine
Patrimoine religieux

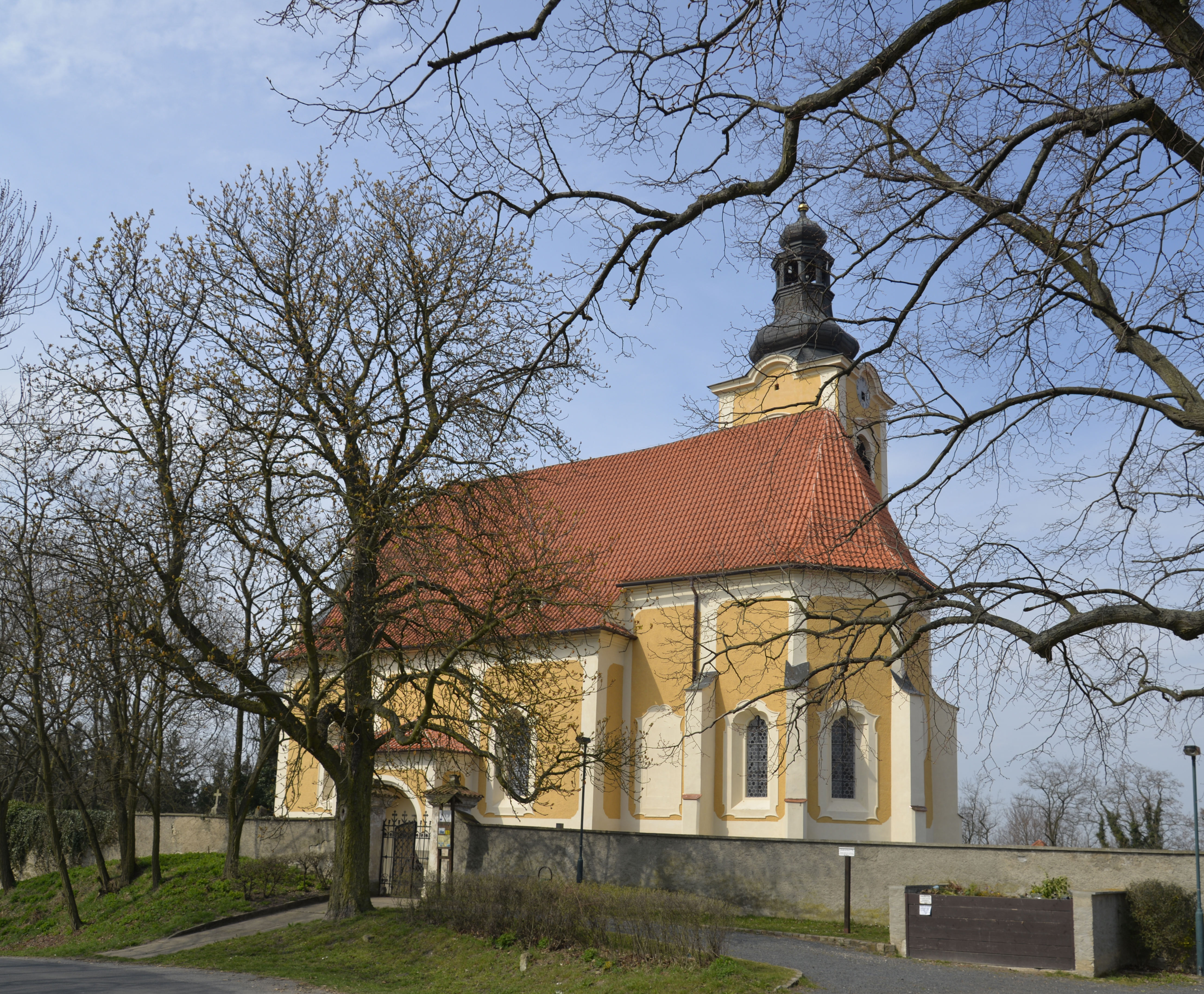
Smolnice : église Saint-Barthélemy.
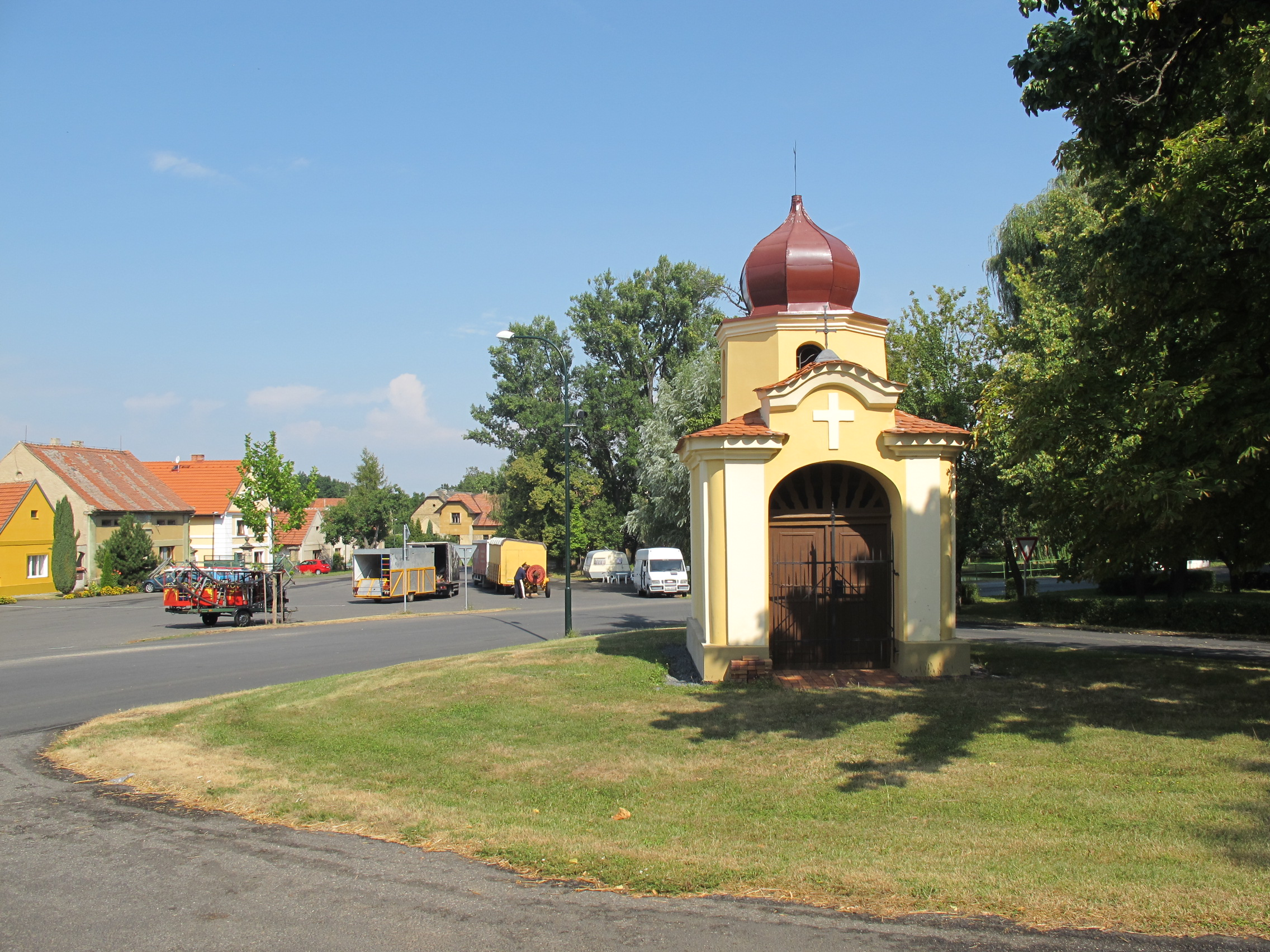
Chapelle à Smolnice.

## Transports
Par la route, Smolnice se trouve à 9 km de Louny, à 57 km de Prague et à 61 km d'Ústí nad Labem.